# Soós Béla (labdarúgó-játékvezető)
Soós Béla (Cegléd, 1922 –) magyar nemzeti labdarúgó-játékvezető. Polgári foglalkozása MÁV-ellenőr, raktárvezető.

## Pályafutása
Már serdülő korában aktívan sportolt úszott és vízilabdázott. A labdarúgással 17 évesen a Ceglédi Vasutasban ismerkedett meg, ahol kitartó hűséggel 26 éves koráig középfedezetként játszott. Egy súlyos májbetegség vetett véget labdarúgó pályafutásának.
1953-ban tette le a szükséges vizsgát, majd megyéjében különböző osztályokban szerezte meg a szükséges tapasztalatokat. Ellenőreinek, sportvezetőnek javaslatára lett országos játékvezető, előbb az NB. II-ben, majd a legmagasabb osztályban az NB. I-ben.
1961. szeptember 3-án Győr Vasas – Csepel mérkőzésen mutatkozott be az élvonalban, míg utolsó mérkőzését 1965. április 14-én vezette (Salgotarjáni BTC – Csepel). NB. I-es mérkőzések száma: 16
1968 júliusától a BVSC labdarúgó-szakosztályának a vezetője volt.